# Сергий (Воскресенский, епископ Угличский)
Епископ Сергий (в миру Алексей Сергеевич Воскресенский; 2 (14) февраля 1835, села Обухово, Московская губерния — 26 марта (8 апреля) 1906, Ярославль) — епископ Русской православной церкви, епископ Угличский, викарий Ярославской епархии.

## Биография
Родился 2 февраля 1835 года в семье пономаря села Обухово Московской губернии.
Окончил Перервинское духовное училище и в 1854 году Вифанскую духовную семинарию.
В 1855 году рукоположён во диакона к Московской церкви Святого Архистратига Михаила.
В Москве учредил первую воскресную школу, где и был преподавателем. Преподавал также Закон Божий в разных учебных заведениях: в начальном женском училище, в приходской школе при Пятницкой церкви и в частных учебных заведениях Войлошниковой и княгини Друцкой.
В 1873 году рукоположён во священника к Троицкой церкви, в Больших Лужниках.
Был законоучителем и инспектором Александро-Мариинского училища.
В 1900 году возведён в сан протоиерея и в том же году года пострижен в монашество, возведён в сан архимандрита и был назначен настоятелем Московского Данилова монастыря.
18 марта 1901 года хиротонисан во епископа Угличского, викария Ярославской епархии. Чин хиротонии совершали: митрополит Санкт-Петербургский Антоний (Вадковский), митрополит Киевский Феогност (Лебедев), митрополит Московский Владимир (Богоявленский), архиепископ Новгородский Гурий (Охотин), епископ Кишинёвский Иаков (Пятницкий), епископ Борис (Плотников), председатель Училищного Совета, епископ Гдовский Вениамин (Муратовский), епископ Нарвский Никон (Софийский) и епископ Ямбургский Сергий (Страгородский).
Скончался 26 марта 1906 года. Погребён в ярославском Афанасиевском монастыре. Могила епископа Сергия после закрытия монастыря была утрачена.